# Diamant zebrat australià
El diamant zebrat australià (Taeniopygia castanotis) és un ocell de la família dels estríldids (Estrildidae).

## Hàbitat i distribució
Viu a diversos hàbitats com ara herba, arbusts i boscos d'Austràlia, a excepció dels boscos del sud-oest, nord-est, est i sud-est.